# María de Teck

María de Teck (Victoria Mary Augusta Louise Olga Pauline Claudine Agnes; Londres, 26 de mayo de 1867-Londres, 24 de marzo de 1953) fue la esposa del rey-emperador Jorge V y por tanto reina consorte del Reino Unido y sus dominios británicos y emperatriz consorte de la India entre 1910 y 1936. 
Por nacimiento, era princesa de Teck, en el Reino de Wurtemberg, y recibió el tratamiento de alteza serenísima.
Nació y creció en Gran Bretaña debido a que su padre, de origen alemán, estaba casado con una princesa británica.
A la edad de 24 años se comprometió con el heredero al trono, el príncipe Alberto Víctor de Clarence, pero este falleció de neumonía de forma inesperada seis semanas después del anuncio del compromiso. Al año siguiente, se comprometió con el nuevo heredero, el hermano de Alberto, Jorge. Antes de que este accediera al trono, fue sucesivamente duquesa de York, duquesa de Cornualles y princesa de Gales.
Como reina consorte desde 1910, cuidó a su marido durante sus problemas de salud, apoyándole en las dificultades surgidas durante la Primera Guerra Mundial y en los importantes cambios políticos que se presentaron como consecuencia de esta y del surgimiento del socialismo y el nacionalismo en Inglaterra. 
Después de la muerte de Jorge V en 1936, su hijo mayor Eduardo se convirtió en el rey-emperador, recibiendo María el título de reina madre. En diciembre del mismo año, Eduardo abdicó para casarse con la socialite estadounidense y dos veces divorciada Wallis Simpson. María brindó apoyo a su segundo hijo, Alberto, que ocupó el trono como Jorge VI hasta su muerte en 1952. La reina murió al año siguiente, al inicio del reinado de su nieta Isabel II. Por un breve período, hubo tres reinas en el país: la propia María, que recibió oficiosamente el título de reina abuela; su nuera Isabel como reina madre, y su nieta, Isabel II, como monarca reinante.

## Primeros años

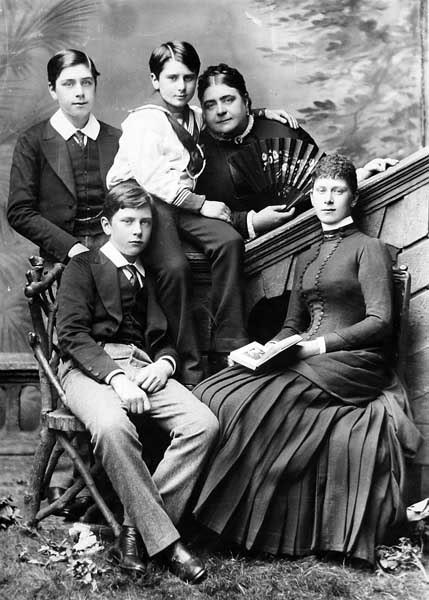
La princesa María de Teck con su madre y hermanos

La princesa Victoria María de Teck, May, nació el 26 de mayo de 1867 en el palacio de Kensington en Londres. Su padre fue el príncipe Francisco, duque de Teck, hijo del duque Alejandro de Würtemberg y su esposa morganática, la condesa Claudine Rhédey von Kis-Rhéde. Su madre fue la princesa María Adelaida de Cambridge, tercera hija del príncipe Adolfo, duque de Cambridge y la princesa Augusta de Hesse-Cassel. Fue bautizada en la Capilla Real del palacio de Kensington el 27 de julio de 1867 por Charles Thomas Longley, arzobispo de Canterbury. Sus padrinos fueron su tía segunda, la reina Victoria; su primo segundo, el  príncipe de Gales —que más tarde sería el rey Eduardo VII y su suegro— y su abuela materna, la princesa Augusta, duquesa de Cambridge.
Según el biógrafo inglés Pope-Hennessy, María recibió una «buena educación, pero también bastante estricta». Como era la mayor de cuatro hijos y la única mujer, «aprendió a ejercitar su discreción, firmeza y tacto naturales», resolviendo las pequeñas disputas juveniles de sus tres hermanos menores. Los niños Teck solían jugar con sus primos, los hijos del príncipe de Gales, que tenían edades similares. Fue educada en casa por su madre y su institutriz —al igual que sus hermanos, quienes más tarde fueron enviados a continuar sus estudios en internados—. La duquesa de Teck pasaba gran parte del tiempo con sus hijos, lo que era inusual para una señora de su clase y época, y preparó a María para participar en diferentes labores de caridad, entre ellas, visitar los hogares de personas humildes.
Aunque su madre era nieta de Jorge III, María era un miembro de importancia menor dentro de la familia real británica. Por otro lado, su padre no tenía patrimonio personal importante y llevó el tratamiento real menor de Alteza Serenísima debido a la unión morganática de sus padres. Sin embargo, a la duquesa de Teck le fue concedida una Anualidad Parlamentaria de £ 5000 y recibía además £ 4000 al año de su madre, la duquesa de Cambridge. A pesar de estos apoyos la familia estaba profundamente endeudada y para economizar se fueron a vivir al extranjero a partir de 1883. Los Teck viajaron a través de Europa visitando a diferentes familiares y permanecieron una temporada en Florencia, Italia, donde May disfrutó visitando galerías de arte, iglesias y museos.
Los Teck volvieron a Londres en 1885 y fijaron su residencia en White Lodge, en Richmond Park. May tenía una relación muy cercana con su madre y actuaba como su secretaria no oficial, ayudándola a organizar fiestas y eventos sociales. También mantenía una estrecha relación con su tía, la gran duquesa de Mecklemburgo-Strelitz —antes princesa Augusta de Cambridge— a quien escribía semanalmente. Durante la Primera Guerra Mundial, Margarita de Connaught, princesa de Suecia, le ayudó a enviar cartas a su tía, que vivió en territorio enemigo en Alemania, hasta su muerte en 1916.

## Compromisos

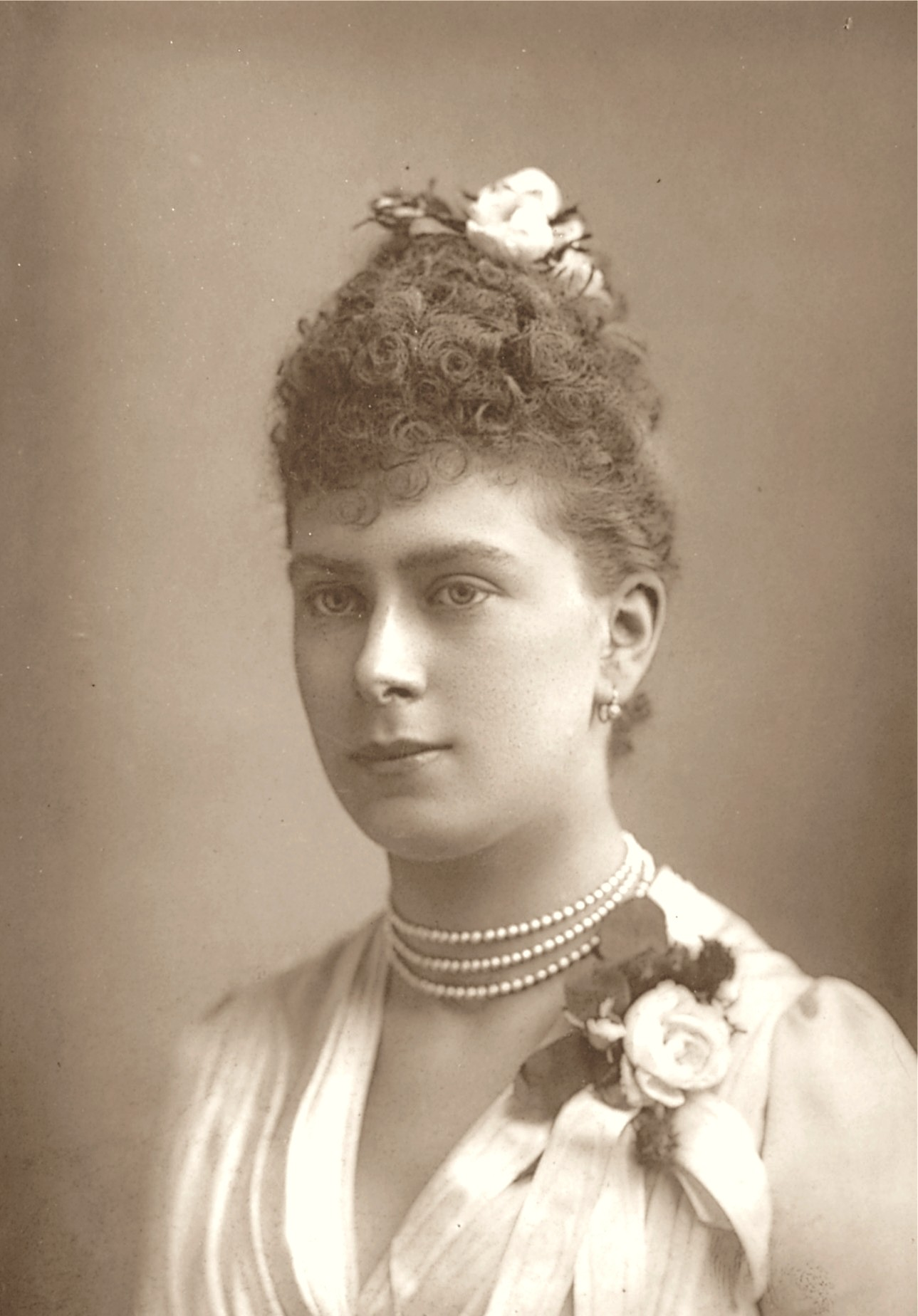
La princesa Victoria María de Teck, poco tiempo antes de su matrimonio con el duque de York en 1893

En diciembre de 1891 fue comprometida con su sobrino tercero, el príncipe Alberto Víctor, duque de Clarence y de Avondale, hijo mayor del príncipe de Gales. La elección de María como novia del duque se debió en parte al gran cariño que sentía por ella la reina Victoria, así como también por su carácter fuerte y su sentido del deber. Sin embargo, Alberto Víctor murió de neumonía seis semanas después del compromiso, durante la pandemia de influenza que abatió a la Gran Bretaña en el invierno de 1891-1892.
A pesar de este revés, la reina Victoria siguió favoreciéndola como candidata ideal para casarse con un futuro rey. Su relación con el hermano de Alberto, el príncipe Jorge, duque de York —ahora en segundo lugar en la línea de sucesión al trono—, se estrechó evidentemente durante el periodo de luto compartido. Se comprometieron en mayo de 1893 y pronto se enamoraron profundamente. Su matrimonio fue exitoso. Jorge le escribía diariamente cuando estaban separados y a diferencia de su padre jamás tuvo amantes.

## Duquesa de York (1893-1901)
María y el príncipe Jorge se casaron el 6 de julio de 1893 en la Capilla Real del palacio de St. James en Londres. La celebración contó con la presencia de la familia real británica en pleno, monarcas de muchas naciones europeas y personajes de la más alta nobleza, entre los que se encontraban la reina Victoria, el rey Cristián IX de Dinamarca —abuelo materno del novio— y el zarévich Nicolás. El cortejo nupcial marchó desde el palacio de Buckingham con dirección al palacio de St. James y a todo lo largo del trayecto, decorado especialmente para la ocasión, se reunió una multitud. Se estimó que 2.000.000 de personas salieron a las calles a presenciar el paso de la comitiva. Según The New York Times, «el evento eclipsó, en pompa y esplendor, a cualquier ceremonia de estado efectuada recientemente en relación con la corte británica». El servicio religioso fue conducido por el arzobispo de Canterbury, Edward White Benson.
Los nuevos duques de York fijaron su residencia en una casa llamada York Cottage, situada en terrenos de Sandringham House en Norfolk, y en apartamentos del palacio de St. James. York Cottage era una casa modesta para la realeza, pero fue uno de los sitios favoritos de Jorge que tenía predilección por llevar una vida relativamente sencilla. Durante los siguientes años la pareja tuvo seis hijos: Eduardo, nacido en 1894 y quien más tarde sería Eduardo VIII, casado en 1937 con Wallis Simpson; Alberto, nacido en 1895, el cual más tarde sería Jorge VI, casado en 1923 con Isabel Bowes-Lyon y padre de Isabel II del Reino Unido; María, nacida en 1897 y casada en 1922 con Enrique Lascelles, Conde de Harewood; Enrique, nacido en 1900 y casado en 1935 con Lady Alicia Montagu Douglas Scott; Jorge, nacido en 1902 y casado en 1934 con la princesa Marina de Grecia y Dinamarca; y Juan nacido en 1905.
La duquesa amaba a sus hijos, aunque los puso al cuidado de una nana como se hacía generalmente en las familias de clase alta de su época. La primera nana fue despedida por insolente y la segunda por abusar de los niños. Esta segunda mujer, pellizcaba a Eduardo y Alberto siempre que estaban a punto de ser llevados ante sus padres, de modo que comenzaran a gritar y le fueran devueltos rápidamente. Cuando la descubrieron, fue sustituida por su asistente la señora Bill, una mujer más cariñosa.

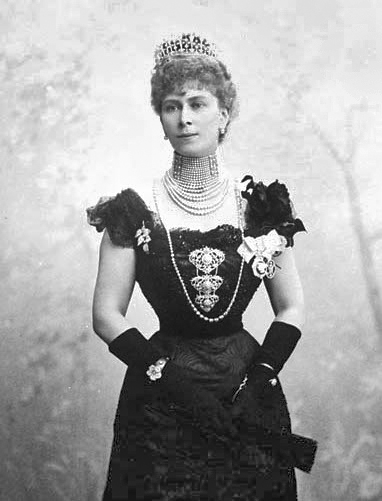
Princesa Victoria María, duquesa de Cornualles y York. Ottawa, 1901

En ocasiones, María dio la impresión de haber sido una madre distante. Al principio no pudo notar el abuso de la nana hacia los jóvenes príncipes Eduardo y Alberto, además mantuvo a su hijo más joven, el príncipe Juan, en una granja privada en Sandringham al cuidado de la señora Bill, quizás para ocultar del público que padecía epilepsia. A pesar de su austera imagen pública y las ataduras de su vida privada, fue una madre cuidadosa en muchos aspectos, acostumbraba a revelar ante sus hijos su lado divertido, cariñoso y frívolo, y les enseñaba personalmente historia y música. Eduardo escribió cariñosamente de su madre en sus memorias: «Su voz suave, su mente cultivada, la acogedora habitación que desbordaba con los tesoros personales, eran todos ingredientes inseparables de la felicidad asociada a la última hora del día de un niño [...]. Tal era orgullo de mi madre por sus niños, que todo lo que sucedía a cada uno era primordial para ella. Con el nacimiento de cada nuevo niño mamá comenzaba un álbum en el que registró cuidadosamente cada etapa progresiva de nuestra niñez». Sin embargo, expresó una opinión menos caritativa en las cartas privadas dirigidas a su esposa después de la muerte de su madre: «Mi tristeza se mezcló con la incredulidad de que una madre pudiera haber sido tan dura y cruel con su hijo mayor, por tantos años, tan exigente hasta el final, sin jamás ceder ni un ápice. Me temo que el fluido que corría por sus venas siempre fue tan frío, como lo está ahora en su muerte».
Como duque y duquesa de York, Jorge y María tenían bajo su responsabilidad una variedad de deberes públicos. En 1897, ella se convirtió en patrona del gremio de la costura de Londres, sucediendo a su madre. El gremio, establecido inicialmente como el Gremio de Londres en 1882, fue renombrado varias veces, tomando finalmente el nombre de su patrona en 1914.
La reina Victoria murió el 22 de enero de 1901 y su hijo, Alberto Eduardo, ascendió al trono como Eduardo VII. La mayor parte del resto de ese año, Jorge y María recibieron el tratamiento de Sus Altezas Reales el duque y la duquesa de Cornualles y de York. Durante ocho meses viajaron a través del Imperio británico, visitando Gibraltar, Malta, Egipto, Ceilán, Singapur, Australia, Nueva Zelandia, Isla Mauricio, África del sur y Canadá. Ningún otro miembro de la realeza, antes que ellos, había emprendido un viaje tan ambicioso. María rompió en lágrimas ante la idea de dejar a los niños al cuidado de sus abuelos por un período tan largo.

## Princesa de Gales (1901-1910)

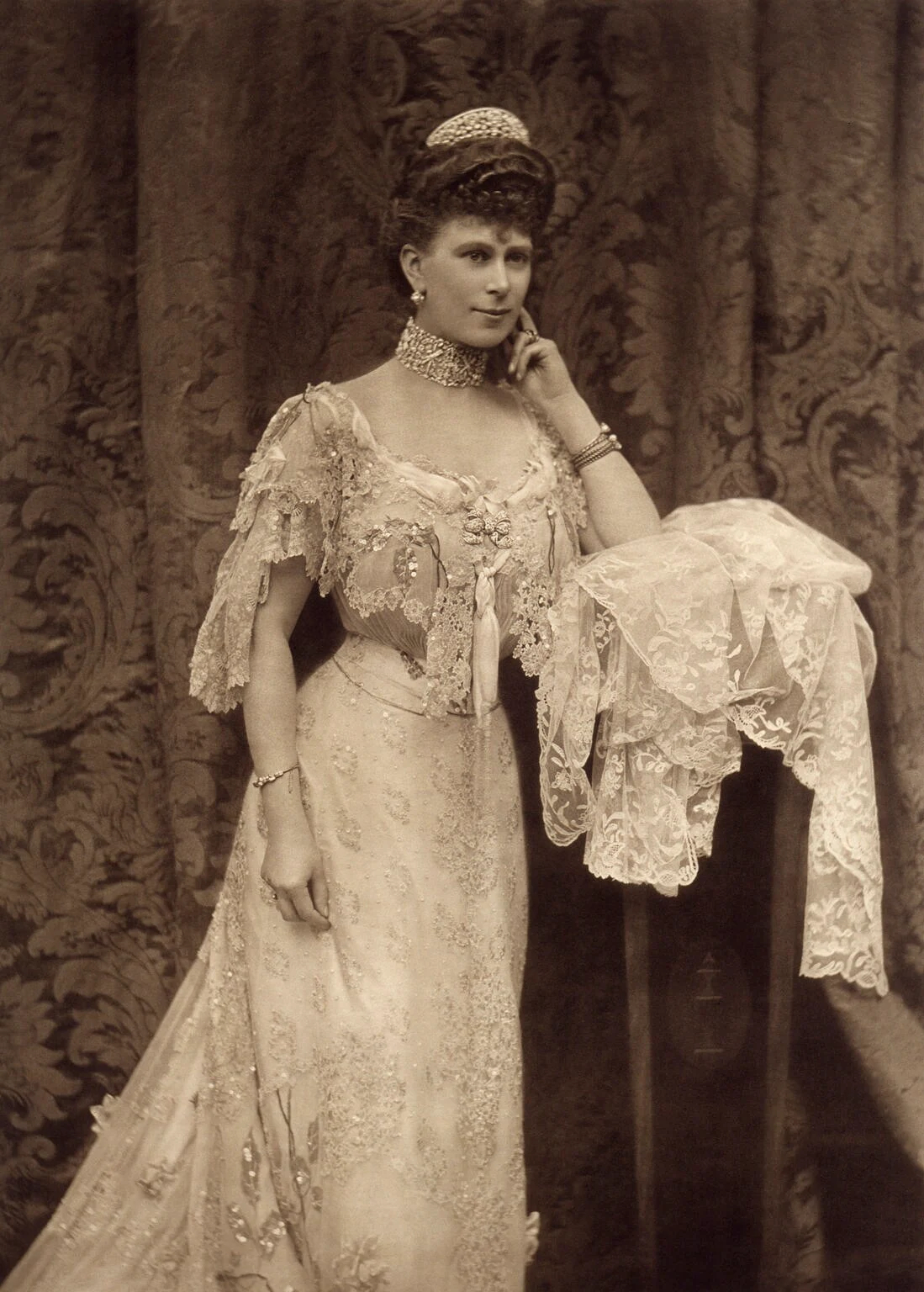
La princesa de Gales, fotografía de 1905

El 9 de noviembre de 1901, nueve días después de su regreso a Gran Bretaña y en el sexagésimo cumpleaños del rey, Jorge recibió el título de Príncipe de Gales. La familia trasladó su residencia de Londres del Palacio del St. James a Marlborough House. Como princesa de Gales, María acompañó a su marido en viajes al Imperio austrohúngaro y al Reino de Wurtemberg en 1904. Al año siguiente, dio a luz a su último hijo, Juan. Tuvo un parto difícil y aunque se recuperó rápidamente, su hijo recién nacido sufrió problemas respiratorios.
A partir de octubre de 1905, el príncipe y la princesa de Gales emprendieron otro viaje de ocho meses, esta vez a la India, y dejaron nuevamente a los niños al cuidado de sus abuelos. Pasaron a través de Egipto de ida y vuelta y de regreso pararon en Grecia. Este viaje fue seguido casi inmediatamente por otro con destino a España, para la boda del rey Alfonso XIII con Victoria Eugenia de Battenberg, donde los novios escaparon peligrosamente de un intento de asesinato. Una semana después de volver a Gran Bretaña viajaron a Noruega para la coronación de rey Haakon VII y la reina Maud, hermana de Jorge.

## Reina consorte (1910-1936)

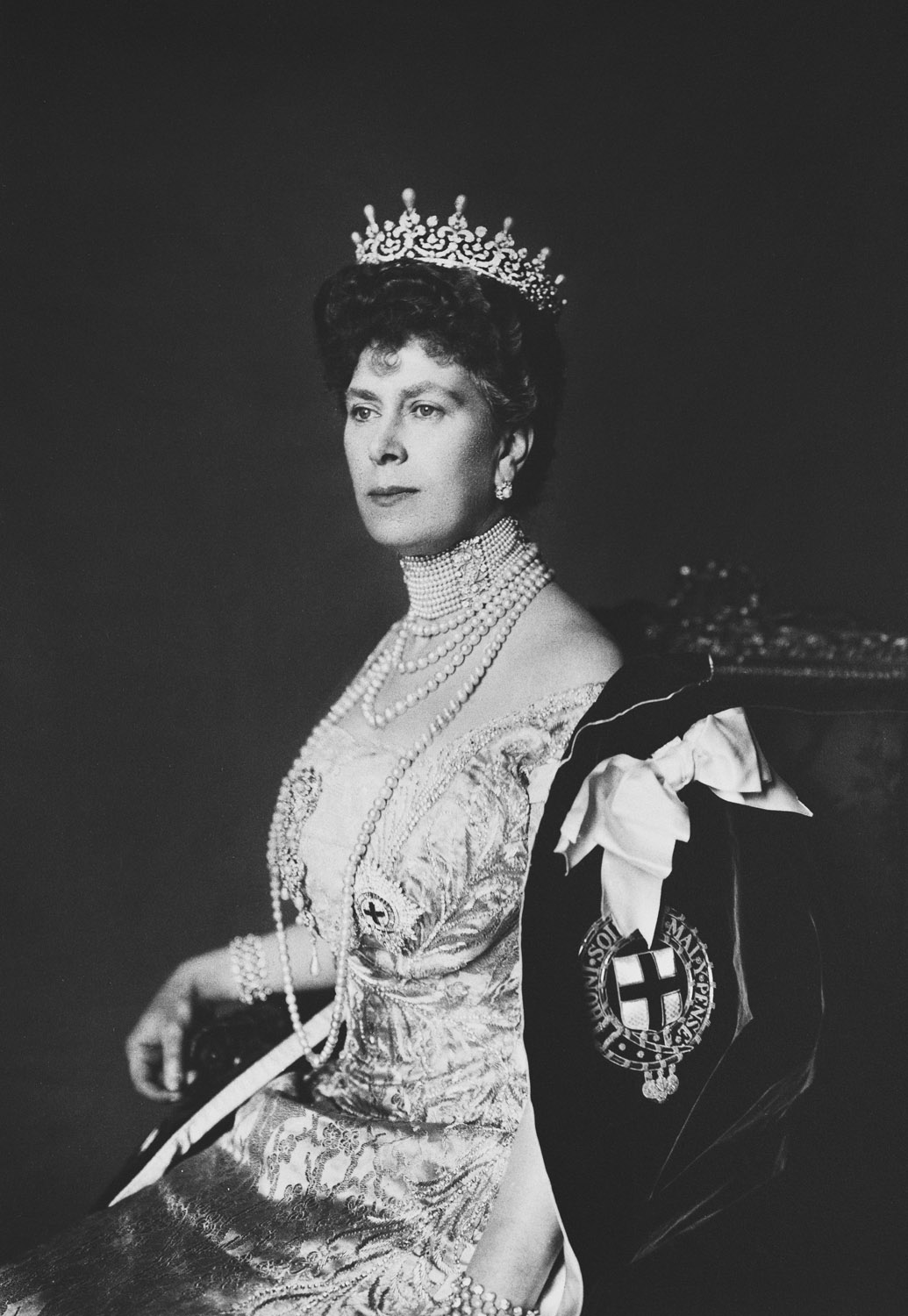
Retrato de la reina María, 1912

El 6 de mayo de 1910 murió Eduardo VII y el príncipe de Gales ascendió al trono como Jorge V, convirtiéndose María en reina consorte. Cuando su marido le pidió que escogiera uno de sus dos nombres oficiales, Victoria María, prefirió no tomar el nombre de la abuela de su marido, la reina Victoria, y eligió ser llamada María. El rey Jorge V fue coronado junto a la reina María el 22 de junio de 1911 en la Abadía de Westminster. Más adelante, ese mismo año, los nuevos reyes viajaron a la India para el Delhi Durbar —una ceremonia efectuada para refrendar la coronación de los reyes británicos—, que se realizó el 12 de diciembre del mismo año; después viajaron por el subcontinente como el emperador y la emperatriz de la India, regresando a Gran Bretaña en febrero de 1912.
El inicio de su período como reina consorte le trajo conflictos con la reina viuda Alejandra. Aunque las dos estaban en términos amistosos, Alejandra fue obstinada, exigió precedencia sobre María en el entierro de Eduardo VII, se demoró en abandonar el palacio de Buckingham y conservó algunas de las joyas reales que debían haber pasado a la nueva reina.
Durante la Primera Guerra Mundial, María instituyó en el palacio un manejo austero, racionó los alimentos y se dedicó a visitar en el hospital a combatientes heridos y moribundos, lo que le causó una gran tensión emocional. Después de tres años de guerra contra Alemania y con el sentimiento antialemán en su máximo punto en Gran Bretaña, se rechazó la petición de asilo de la familia imperial rusa depuesta por un gobierno revolucionario, posiblemente en parte porque la zarina Alejandra era alemana. La noticia de la abdicación del zar Nicolás II de Rusia proporcionó un impulso a aquellos británicos que deseaban sustituir la monarquía por una república. Después de que los republicanos utilizaran la herencia alemana de la esposa del zar como argumento para la reforma y debido al sentimiento antialemán que predominaba en el Reino Unido, Jorge V renunció a sus títulos alemanes y renombró la casa real, del alemán «Sajonia-Coburgo y Gotha» al británico «Windsor», tomando este último como apellido oficial para todos los descendientes en línea paterna de la reina Victoria. Otros miembros de la nobleza también renunciaron a sus títulos alemanes y cambiaron sus nombres a una forma inglesa, por ejemplo, los Battenberg, Luis y Victoria —y sus descendientes—, se convirtieron en Mountbatten. Los parientes de la reina igualmente renunciaron a sus títulos alemanes y adoptaron el apellido británico de Cambridge —derivado del ducado del abuelo británico de María—. La guerra terminó en 1918 con la derrota de Alemania, seguida de la abdicación y exilio del Káiser.

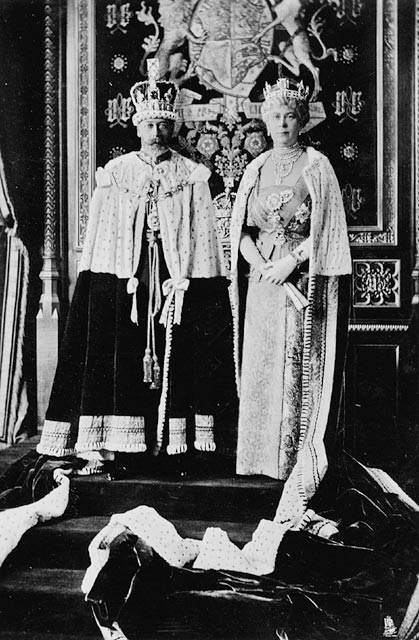
Fotografía de Jorge V y la reina María, 1935

Dos meses después de finalizada la guerra, Juan, el hijo menor de María y Jorge, murió a la edad de trece años. Ella describió su dolor y conmoción en su diario y en cartas, extractos de los cuales fueron publicados después de su muerte: «Nuestro pequeño y amado Juan se marchó repentinamente [...]. El primer golpe en el círculo familiar es difícil de llevar, pero la gente ha sido buena y empática y eso nos ha ayudado mucho al rey y a mí».
María siguió apoyando con firmeza a su marido durante la segunda mitad de su reinado. Le ayudó en la preparación de sus discursos y utilizó sus extensos conocimientos sobre historia y realeza para aconsejarlo en ciertos asuntos que afectaban su posición. Jorge apreciaba su discreción, inteligencia y juicio. Ella mantuvo un aire de calma autosuficiente a través de todos sus compromisos públicos en los años de la posguerra, un período marcado por malestar civil por las condiciones sociales, la Independencia irlandesa y el Nacionalismo indio.
Hacia el final de la década de 1920, Jorge V estuvo cada vez más enfermo con problemas de pulmón, los cuales se exacerbaban por fumar demasiado, prestando María especial atención a su cuidado. Durante su enfermedad, en 1928, preguntó a uno de sus doctores, Farquhar Buzzard, sobre quién había salvado la vida del rey y él contestó: «la reina». En 1935, el rey Jorge V y la reina María celebraron su jubileo de plata y se realizaron festejos conmemorativas en todo el Imperio británico. En su discurso de jubileo, Jorge rindió un homenaje público a su esposa, le dijo a su redactor de discursos: «Pon ese párrafo hasta el final. No puedo confiar en mí al hablar de la reina, cuando pienso en todo lo que le debo».

## Reina madre (1936-1952)
Jorge V murió el 20 de enero de 1936, después de que su médico Bertrand Dawson, primer vizconde Dawson de Penn, le aplicó la inyección de una «combinación letal» de morfina y cocaína que probablemente aceleró su muerte. Su hijo mayor, Eduardo, príncipe de Gales, ascendió al trono como Eduardo VIII. María pasó a ser oficialmente la reina madre, aunque no utilizó ese título y siguió siendo conocida como la reina María.
Ese mismo año, Eduardo VIII causó una crisis constitucional cuando anunció su deseo de contraer matrimonio con su amante estadounidense, la dos veces divorciada Wallis Simpson. María desaprobaba el divorcio porque iba contra las enseñanzas de la iglesia anglicana y consideraba que la señora Simpson era completamente inadecuada para ser la esposa de un rey. Después de recibir la notificación del primer ministro del Reino Unido, Stanley Baldwin, así como de los gobernantes de los dominios británicos, de que no podría seguir siendo rey y casarse con Wallis Simpson, Eduardo abdicó. Aunque actuó con lealtad y brindó apoyo a su hijo, María no comprendía por qué Eduardo abandonó sus deberes reales en favor de sus sentimientos personales. La señora Simpson había sido formalmente presentada al rey Jorge V y a la reina María en la corte, pero más adelante la reina se negó a volver a encontrarse con ella en público o en privado. Consideró su deber proporcionar ayuda moral a su segundo hijo, el reservado y tartamudo príncipe Alberto, duque de York, que ascendió al trono en lugar de Eduardo con el nombre de Jorge VI. Fue la primera reina viuda británica que asistió a una coronación. La abdicación de Eduardo no disminuyó su amor por él, pero nunca vaciló en mostrar su desaprobación por el daño que a su juicio se le había hecho a la corona.
La reina María estaba interesada en la educación de sus nietas, las princesas Isabel y Margarita, y acostumbraba llevarlas en excursiones por Londres a galerías de arte y museos —los propios padres de las princesas lo consideraban innecesario porque agravaba un régimen educativo de por sí exigente—.

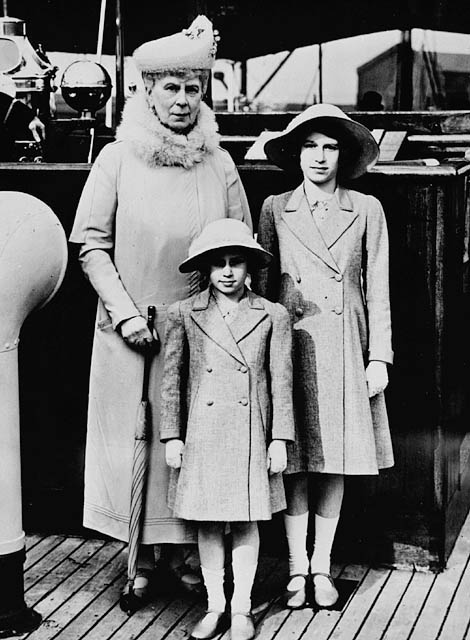
La reina María con sus nietas, las princesas Margarita e Isabel

Durante la Segunda Guerra Mundial, Jorge VI deseaba que su madre fuera evacuada de Londres y aunque ella estaba renuente, finalmente decidió irse a vivir a Badminton House, en Gloucestershire, con su sobrina María Somerset, duquesa de Beaufort, hija de su hermano Lord Cambridge. Sus pertenencias personales fueron transportadas en setenta piezas de equipaje. Su servidumbre, que estaba formada por cincuenta y cinco criados, ocupó la mayor parte de la casa hasta después de la guerra, a excepción de las habitaciones privadas del duque y la duquesa. Los únicos en quejarse por los arreglos realizados fueron los criados reales, que encontraban la casa demasiado pequeña, aunque María causó el enfado de su sobrina cuando le pidió retirar la antigua hiedra de las paredes, por considerarla poco atractiva y peligrosa. Desde Badminton siguió visitando tropas y fábricas y dirigió la recolección de materiales de desecho para apoyar los esfuerzos por la guerra; era conocida porque acostumbraba llevar en su auto a los soldados que encontraba durante sus trayectos. En agosto de 1942, su hijo más joven, el príncipe Jorge, duque de Kent, murió en un accidente aéreo cerca de Escocia mientras estaba en servicio activo para la Royal Air Force. María finalmente volvió a Marlborough House en junio de 1945, cuando la derrota de la Alemania nazi dio fin a la guerra en Europa.
María de Teck fue una entusiasta coleccionista de objetos y pinturas relacionados con la realeza. Pagó una suma mayor a la estimada en el mercado cuando compró las joyas de la emperatriz viuda María Fiódorovna Románova, y pagó casi tres veces la suma estimada cuando compró las esmeraldas de la familia Cambridge, que estaban en posesión de Lady Kilmorey, la amante de su difunto hermano el príncipe Francisco. En 1924, el famoso arquitecto sir Edwin Lutyens creó la casa de muñecas de la reina María para su colección de piezas en miniatura. De hecho, fue criticada por su agresiva adquisición de objetos de arte para la Royal Collection. En varias ocasiones expresó a sus anfitriones y personas conocidas que admiraba algo que tenían en su poder, con la expectativa de que estarían dispuestos a donarlo. Sus vastos conocimientos y su exhaustiva investigación de los fondos de la Royal Collection, ayudaron a identificar los artículos y obras de arte que se habían perdido a través de los años, debido a que la familia real había prestado muchos objetos desde generaciones anteriores. Una vez que identificó por medio de viejos inventarios los artículos perdidos y a las personas que los poseían, solicitó por escrito que fueran devueltos.

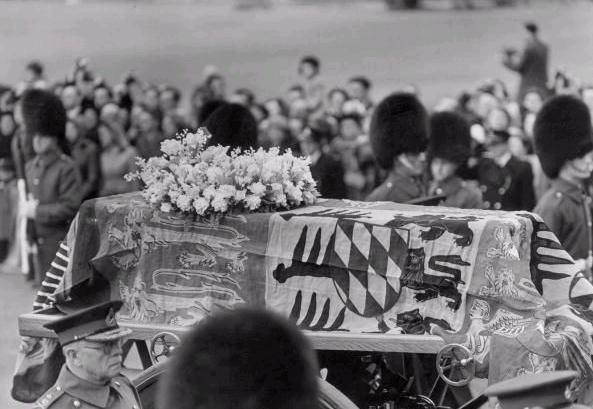
Cortejo fúnebre de la reina María, 1953

## Reina abuela (1952-1953) y muerte
En 1952, el rey Jorge VI murió, así que fue el tercero de sus hijos en morir antes que ella, ascendiendo al trono su nieta mayor, la princesa Isabel. Enferma desde finales de febrero, la reina María falleció el 24 de marzo de 1953 a las 10:20 h mientras dormía en Marlborough House, debido a un cáncer de pulmón —la versión pública fue «problemas gástricos»—, a la edad de 85 años, diez semanas antes de la coronación de Isabel II. Durante sus últimas horas su estado de salud se agravó provocándose una debilitación en los latidos de su corazón y se emitieron tres comunicados oficiales informándose sobre su desmejoramiento físico. Previamente hizo saber a su familia que en caso de su muerte no debía posponerse la coronación. Al enterarse de la noticia, el primer ministro Winston Churchill anunció su muerte durante la sesión parlamentaria y suspendió ésta con motivo de duelo nacional. Sus restos fueron expuestos en Westminster Hall entre el 29 y 30 de marzo, donde una gran cantidad de personas (aproximadamente 120.000) desfilaron frente a su féretro. Posteriormente, se llevó a cabo un servicio fúnebre encabezado por el arzobispo de Canterbury, Geoffrey Francis Fisher, y transmitido por la BBC. Fue enterrada al lado de su marido en la nave de la Capilla de San Jorge, en el castillo de Windsor.
En agosto de 1953 se dio a conocer la noticia de que en su testamento había dejado una fortuna valuada en 379.864 libras esterlinas (más de 9 millones de libras de 2025), hecho que fue publicado por el Principal Probate Registry en Londres.

## Legado

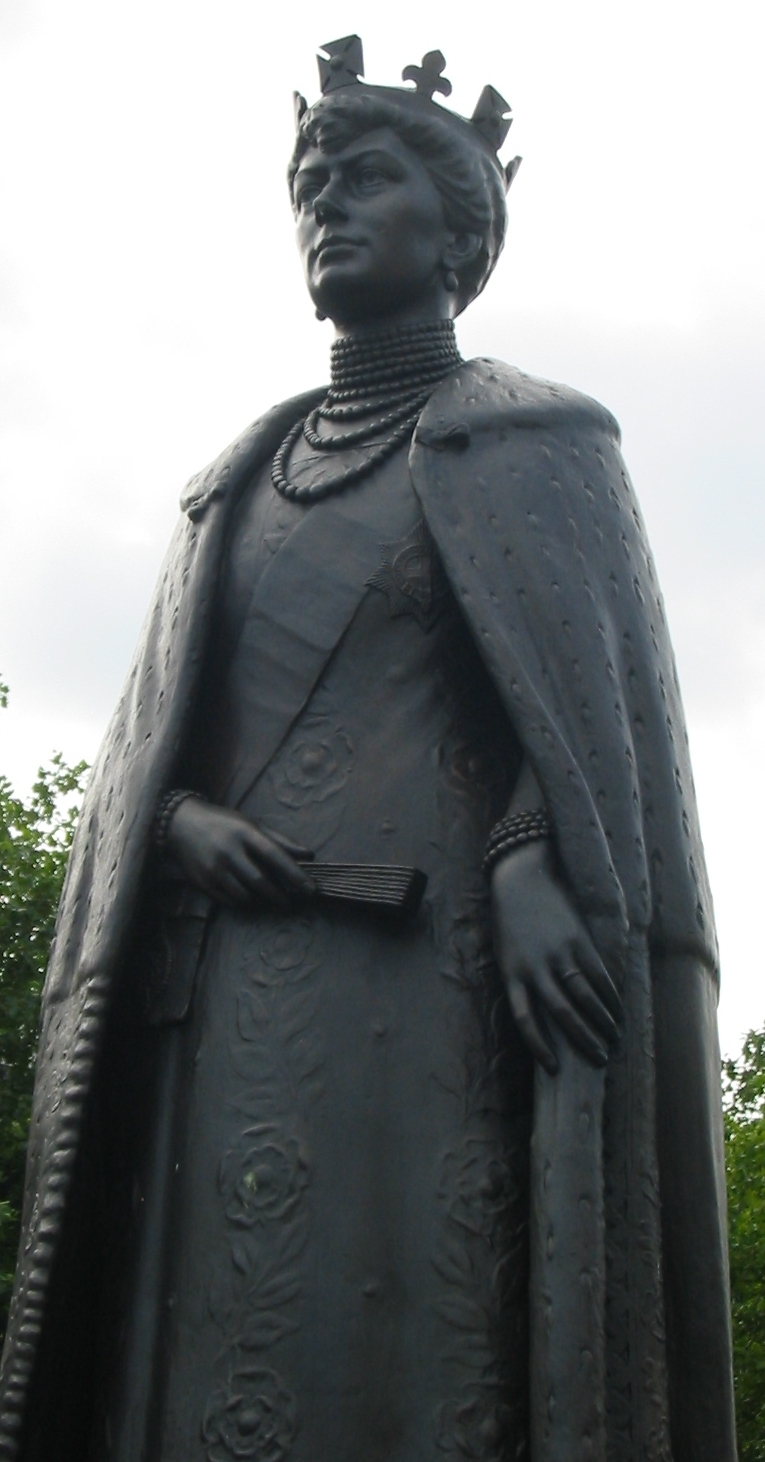
Estatua de la reina María en Londres

Sir Henry Channon escribió: «Ella fue en relación a la política [...] magnífica, jovial, mundana, de hecho sublime casi, aunque fría y dura. Pero fue una gran reina».
Los barcos RMS Queen Mary y RMS Queen Mary 2; el buque de guerra de la Marina Real Británica, HMS Queen Mary, que fue destruido en la Batalla de Jutlandia en 1916; el Queen Mary College de la Universidad de Londres; el Hospital Queen Mary de Hong Kong; el Queen Mary Reservoir en Surrey, Reino Unido; Queen Mary’s Peak, la montaña más alta de Tristán da Cunha y Queen Mary Land en la Antártida, fueron nombrados en su honor.
Una serie de distinguidas actrices británicas han representado a la reina María en el teatro, cine y en televisión, incluyendo a Wendy Hiller en Crown matrimonial, Flora Robson en King's story, Peggy Ashcroft en Edward and Mrs Simpson, Phyllis Calvert en The woman he loved, Gaye Brown en All the King's men, Eileen Atkins en Bertie and Elizabeth y en The Crown, Miranda Richardson en The Lost Prince, Margaret Tyzack en Wallis and Edward y Claire Bloom en El discurso del rey.

## Títulos, tratamientos, honores y armas

Escudo de armas de la reina María

Por nacimiento, María fue princesa de Teck, en el Reino de Wurtemberg, y recibió el tratamiento de Alteza Serenísima. Después de su matrimonio y antes de que su marido accediera al trono, fue sucesivamente duquesa de York, duquesa de Cornualles y princesa de Gales con el tratamiento de Su Alteza Real. A partir del 6 de mayo de 1910, tras la muerte de Eduardo VII, Jorge V ascendió al trono y María se convirtió en consorte del Reino Unido, recibiendo el tratamiento de Su Majestad.

### Honores
María de Teck recibió múltiples honores y condecoraciones, tanto británicos como extranjeros, entre otros, fue investida como dama compañera de la Orden de la Jarretera en 1910 —la más importante orden británica—, dama de primera clase de la Real Orden de Victoria y Alberto, compañera de la Imperial Orden de la Corona de la India, además de la Legión de Honor, entre otros.

### Armas
Al real escudo de armas del Reino Unido se agregan las armas de su familia: primero y cuarto cuarteles, las armas de su abuelo, el príncipe Adolfo, duque de Cambridge —que son las armas reales usadas por la casa de Hannover—, segundo y tercer cuarteles, las armas de su padre, Francisco, duque de Teck.

## Ancestros
| \| \| \| \| \| \| \| \| \| \| \| \| \| \| \| \| \| \| \| \| 16. Federico II Eugenio de Wurtemberg \| \| \| \| \| \| \| \| \| \| \| \| \| \| \| \| \| \| \| \| \| \| \| \| \| \| \| \| \| \| \| \| \| \| \| \| \| \| \| \| \| \| \| \| \| \| \| \| \| \| \| \| \| \| 8. Luis de Wurtemberg \| \| \| \| \| \| \| \| \| \| \| \| \| \| \| \| \| \| \| \| \| \| \| \| \| \| \| \| \| \| \| \| \| \| \| \| \| \| \| \| \| \| \| \| \| \| \| \| \| \| \| \| \| \| 17. Federica de Brandeburgo-Schwedt \| \| \| \| \| \| \| \| \| \| \| \| \| \| \| \| \| \| \| \| \| \| \| \| \| \| \| \| \| \| \| \| \| \| \| \| \| \| \| \| \| \| \| \| \| \| \| \| \| \| \| \| \| \| 4. Alejandro de Wurtemberg \| \| \| \| \| \| \| \| \| \| \| \| \| \| \| \| \| \| \| \| \| \| \| \| \| \| \| \| \| \| \| \| \| \| \| \| \| \| \| \| \| \| \| \| \| \| \| \| \| \| \| \| \| \| 18. Carlos Cristián de Nassau-Weilburg \| \| \| \| \| \| \| \| \| \| \| \| \| \| \| \| \| \| \| \| \| \| \| \| \| \| \| \| \| \| \| \| \| \| \| \| \| \| \| \| \| \| \| \| \| \| \| \| \| \| \| \| \| \| 9. Enriqueta de Nassau-Weilburg \| \| \| \| \| \| \| \| \| \| \| \| \| \| \| \| \| \| \| \| \| \| \| \| \| \| \| \| \| \| \| \| \| \| \| \| \| \| \| \| \| \| \| \| \| \| \| \| \| \| \| \| \| \| 19. Carolina de Orange-Nassau \| \| \| \| \| \| \| \| \| \| \| \| \| \| \| \| \| \| \| \| \| \| \| \| \| \| \| \| \| \| \| \| \| \| \| \| \| \| \| \| \| \| \| \| \| \| \| \| \| \| \| \| \| \| 2. Francisco de Teck \| \| \| \| \| \| \| \| \| \| \| \| \| \| \| \| \| \| \| \| \| \| \| \| \| \| \| \| \| \| \| \| \| \| \| \| \| \| \| \| \| \| \| \| \| \| \| \| \| \| \| \| \| \| 20. Miguel Rhédey de Kis-Rhéde \| \| \| \| \| \| \| \| \| \| \| \| \| \| \| \| \| \| \| \| \| \| \| \| \| \| \| \| \| \| \| \| \| \| \| \| \| \| \| \| \| \| \| \| \| \| \| \| \| \| \| \| \| \| 10. Ladislao Rhédey de Kis-Rhéde \| \| \| \| \| \| \| \| \| \| \| \| \| \| \| \| \| \| \| \| \| \| \| \| \| \| \| \| \| \| \| \| \| \| \| \| \| \| \| \| \| \| \| \| \| \| \| \| \| \| \| \| \| \| 21. Teresa Bánffy de Losoncz \| \| \| \| \| \| \| \| \| \| \| \| \| \| \| \| \| \| \| \| \| \| \| \| \| \| \| \| \| \| \| \| \| \| \| \| \| \| \| \| \| \| \| \| \| \| \| \| \| \| \| \| \| \| 5. Claudia Rhédey \| \| \| \| \| \| \| \| \| \| \| \| \| \| \| \| \| \| \| \| \| \| \| \| \| \| \| \| \| \| \| \| \| \| \| \| \| \| \| \| \| \| \| \| \| \| \| \| \| \| \| \| \| \| 22. Gregorio Inczédy de Nagy-Várad \| \| \| \| \| \| \| \| \| \| \| \| \| \| \| \| \| \| \| \| \| \| \| \| \| \| \| \| \| \| \| \| \| \| \| \| \| \| \| \| \| \| \| \| \| \| \| \| \| \| \| \| \| \| 11. Inés Inczédy de Nagy-Várad \| \| \| \| \| \| \| \| \| \| \| \| \| \| \| \| \| \| \| \| \| \| \| \| \| \| \| \| \| \| \| \| \| \| \| \| \| \| \| \| \| \| \| \| \| \| \| \| \| \| \| \| \| \| 23. Carolina Barcsay de Nagy-Barcsa \| \| \| \| \| \| \| \| \| \| \| \| \| \| \| \| \| \| \| \| \| \| \| \| \| \| \| \| \| \| \| \| \| \| \| \| \| \| \| \| \| \| \| \| \| \| \| \| \| \| \| \| \| \| 1. María de Teck \| \| \| \| \| \| \| \| \| \| \| \| \| \| \| \| \| \| \| \| \| \| \| \| \| \| \| \| \| \| \| \| \| \| \| \| \| \| \| \| \| \| \| \| \| \| \| \| \| \| \| \| \| \| 24. Federico Luis de Gales \| \| \| \| \| \| \| \| \| \| \| \| \| \| \| \| \| \| \| \| \| \| \| \| \| \| \| \| \| \| \| \| \| \| \| \| \| \| \| \| \| \| \| \| \| \| \| \| \| \| \| \| \| \| 12. Jorge III del Reino Unido \| \| \| \| \| \| \| \| \| \| \| \| \| \| \| \| \| \| \| \| \| \| \| \| \| \| \| \| \| \| \| \| \| \| \| \| \| \| \| \| \| \| \| \| \| \| \| \| \| \| \| \| \| \| 25. Augusta de Sajonia-Gotha \| \| \| \| \| \| \| \| \| \| \| \| \| \| \| \| \| \| \| \| \| \| \| \| \| \| \| \| \| \| \| \| \| \| \| \| \| \| \| \| \| \| \| \| \| \| \| \| \| \| \| \| \| \| 6. Adolfo de Hannover \| \| \| \| \| \| \| \| \| \| \| \| \| \| \| \| \| \| \| \| \| \| \| \| \| \| \| \| \| \| \| \| \| \| \| \| \| \| \| \| \| \| \| \| \| \| \| \| \| \| \| \| \| \| 26. Carlos Luis de Mecklemburgo-Strelitz \| \| \| \| \| \| \| \| \| \| \| \| \| \| \| \| \| \| \| \| \| \| \| \| \| \| \| \| \| \| \| \| \| \| \| \| \| \| \| \| \| \| \| \| \| \| \| \| \| \| \| \| \| \| 13. Carlota de Mecklemburgo-Strelitz \| \| \| \| \| \| \| \| \| \| \| \| \| \| \| \| \| \| \| \| \| \| \| \| \| \| \| \| \| \| \| \| \| \| \| \| \| \| \| \| \| \| \| \| \| \| \| \| \| \| \| \| \| \| 27. Isabel Albertina de Sajonia-Hildburghausen \| \| \| \| \| \| \| \| \| \| \| \| \| \| \| \| \| \| \| \| \| \| \| \| \| \| \| \| \| \| \| \| \| \| \| \| \| \| \| \| \| \| \| \| \| \| \| \| \| \| \| \| \| \| 3. María Adelaida de Cambridge \| \| \| \| \| \| \| \| \| \| \| \| \| \| \| \| \| \| \| \| \| \| \| \| \| \| \| \| \| \| \| \| \| \| \| \| \| \| \| \| \| \| \| \| \| \| \| \| \| \| \| \| \| \| 28. Federico II de Hesse-Kassel \| \| \| \| \| \| \| \| \| \| \| \| \| \| \| \| \| \| \| \| \| \| \| \| \| \| \| \| \| \| \| \| \| \| \| \| \| \| \| \| \| \| \| \| \| \| \| \| \| \| \| \| \| \| 14. Federico de Hesse-Kassel \| \| \| \| \| \| \| \| \| \| \| \| \| \| \| \| \| \| \| \| \| \| \| \| \| \| \| \| \| \| \| \| \| \| \| \| \| \| \| \| \| \| \| \| \| \| \| \| \| \| \| \| \| \| 29. María de Gran Bretaña \| \| \| \| \| \| \| \| \| \| \| \| \| \| \| \| \| \| \| \| \| \| \| \| \| \| \| \| \| \| \| \| \| \| \| \| \| \| \| \| \| \| \| \| \| \| \| \| \| \| \| \| \| \| 7. Augusta de Hesse-Kassel \| \| \| \| \| \| \| \| \| \| \| \| \| \| \| \| \| \| \| \| \| \| \| \| \| \| \| \| \| \| \| \| \| \| \| \| \| \| \| \| \| \| \| \| \| \| \| \| \| \| \| \| \| \| 30. Carlos Guillermo de Nassau-Usingen \| \| \| \| \| \| \| \| \| \| \| \| \| \| \| \| \| \| \| \| \| \| \| \| \| \| \| \| \| \| \| \| \| \| \| \| \| \| \| \| \| \| \| \| \| \| \| \| \| \| \| \| \| \| 15. Carolina de Nassau-Usingen \| \| \| \| \| \| \| \| \| \| \| \| \| \| \| \| \| \| \| \| \| \| \| \| \| \| \| \| \| \| \| \| \| \| \| \| \| \| \| \| \| \| \| \| \| \| \| \| \| \| \| \| \| \| 31. Carolina de Leiningen-Dagsburg-Falkenburg \| \| \| \| \| \| \| \| \| \| \| \| \| \| \| \| \| \| \| \| \| \| \| \| \| \| \| \| \| \| \| \| \| \| \| \| \| \| \| \| \| \| \| \| \| \| \| \| \| \| \| \| |                                                |  |  |  |  |  |  |  |  |  |  |  |  |  |  |  |
| |                                                |  |  |  |  |  |  |  |  |  |  |  |  |  |  |  |
| | 16. Federico II Eugenio de Wurtemberg          |  |  |  |  |  |  |  |  |  |  |  |  |  |  |  |
| |                                                |  |  |  |  |  |  |  |  |  |  |  |  |  |  |  |
| |                                                |  |  |  |  |  |  |  |  |  |  |  |  |  |  |  |
| | 8. Luis de Wurtemberg                          |  |  |  |  |  |  |  |  |  |  |  |  |  |  |  |
| |                                                |  |  |  |  |  |  |  |  |  |  |  |  |  |  |  |
| |                                                |  |  |  |  |  |  |  |  |  |  |  |  |  |  |  |
| | 17. Federica de Brandeburgo-Schwedt            |  |  |  |  |  |  |  |  |  |  |  |  |  |  |  |
| |                                                |  |  |  |  |  |  |  |  |  |  |  |  |  |  |  |
| |                                                |  |  |  |  |  |  |  |  |  |  |  |  |  |  |  |
| | 4. Alejandro de Wurtemberg                     |  |  |  |  |  |  |  |  |  |  |  |  |  |  |  |
| |                                                |  |  |  |  |  |  |  |  |  |  |  |  |  |  |  |
| |                                                |  |  |  |  |  |  |  |  |  |  |  |  |  |  |  |
| | 18. Carlos Cristián de Nassau-Weilburg         |  |  |  |  |  |  |  |  |  |  |  |  |  |  |  |
| |                                                |  |  |  |  |  |  |  |  |  |  |  |  |  |  |  |
| |                                                |  |  |  |  |  |  |  |  |  |  |  |  |  |  |  |
| | 9. Enriqueta de Nassau-Weilburg                |  |  |  |  |  |  |  |  |  |  |  |  |  |  |  |
| |                                                |  |  |  |  |  |  |  |  |  |  |  |  |  |  |  |
| |                                                |  |  |  |  |  |  |  |  |  |  |  |  |  |  |  |
| | 19. Carolina de Orange-Nassau                  |  |  |  |  |  |  |  |  |  |  |  |  |  |  |  |
| |                                                |  |  |  |  |  |  |  |  |  |  |  |  |  |  |  |
| |                                                |  |  |  |  |  |  |  |  |  |  |  |  |  |  |  |
| | 2. Francisco de Teck                           |  |  |  |  |  |  |  |  |  |  |  |  |  |  |  |
| |                                                |  |  |  |  |  |  |  |  |  |  |  |  |  |  |  |
| |                                                |  |  |  |  |  |  |  |  |  |  |  |  |  |  |  |
| | 20. Miguel Rhédey de Kis-Rhéde                 |  |  |  |  |  |  |  |  |  |  |  |  |  |  |  |
| |                                                |  |  |  |  |  |  |  |  |  |  |  |  |  |  |  |
| |                                                |  |  |  |  |  |  |  |  |  |  |  |  |  |  |  |
| | 10. Ladislao Rhédey de Kis-Rhéde               |  |  |  |  |  |  |  |  |  |  |  |  |  |  |  |
| |                                                |  |  |  |  |  |  |  |  |  |  |  |  |  |  |  |
| |                                                |  |  |  |  |  |  |  |  |  |  |  |  |  |  |  |
| | 21. Teresa Bánffy de Losoncz                   |  |  |  |  |  |  |  |  |  |  |  |  |  |  |  |
| |                                                |  |  |  |  |  |  |  |  |  |  |  |  |  |  |  |
| |                                                |  |  |  |  |  |  |  |  |  |  |  |  |  |  |  |
| | 5. Claudia Rhédey                              |  |  |  |  |  |  |  |  |  |  |  |  |  |  |  |
| |                                                |  |  |  |  |  |  |  |  |  |  |  |  |  |  |  |
| |                                                |  |  |  |  |  |  |  |  |  |  |  |  |  |  |  |
| | 22. Gregorio Inczédy de Nagy-Várad             |  |  |  |  |  |  |  |  |  |  |  |  |  |  |  |
| |                                                |  |  |  |  |  |  |  |  |  |  |  |  |  |  |  |
| |                                                |  |  |  |  |  |  |  |  |  |  |  |  |  |  |  |
| | 11. Inés Inczédy de Nagy-Várad                 |  |  |  |  |  |  |  |  |  |  |  |  |  |  |  |
| |                                                |  |  |  |  |  |  |  |  |  |  |  |  |  |  |  |
| |                                                |  |  |  |  |  |  |  |  |  |  |  |  |  |  |  |
| | 23. Carolina Barcsay de Nagy-Barcsa            |  |  |  |  |  |  |  |  |  |  |  |  |  |  |  |
| |                                                |  |  |  |  |  |  |  |  |  |  |  |  |  |  |  |
| |                                                |  |  |  |  |  |  |  |  |  |  |  |  |  |  |  |
| | 1. María de Teck                               |  |  |  |  |  |  |  |  |  |  |  |  |  |  |  |
| |                                                |  |  |  |  |  |  |  |  |  |  |  |  |  |  |  |
| |                                                |  |  |  |  |  |  |  |  |  |  |  |  |  |  |  |
| | 24. Federico Luis de Gales                     |  |  |  |  |  |  |  |  |  |  |  |  |  |  |  |
| |                                                |  |  |  |  |  |  |  |  |  |  |  |  |  |  |  |
| |                                                |  |  |  |  |  |  |  |  |  |  |  |  |  |  |  |
| | 12. Jorge III del Reino Unido                  |  |  |  |  |  |  |  |  |  |  |  |  |  |  |  |
| |                                                |  |  |  |  |  |  |  |  |  |  |  |  |  |  |  |
| |                                                |  |  |  |  |  |  |  |  |  |  |  |  |  |  |  |
| | 25. Augusta de Sajonia-Gotha                   |  |  |  |  |  |  |  |  |  |  |  |  |  |  |  |
| |                                                |  |  |  |  |  |  |  |  |  |  |  |  |  |  |  |
| |                                                |  |  |  |  |  |  |  |  |  |  |  |  |  |  |  |
| | 6. Adolfo de Hannover                          |  |  |  |  |  |  |  |  |  |  |  |  |  |  |  |
| |                                                |  |  |  |  |  |  |  |  |  |  |  |  |  |  |  |
| |                                                |  |  |  |  |  |  |  |  |  |  |  |  |  |  |  |
| | 26. Carlos Luis de Mecklemburgo-Strelitz       |  |  |  |  |  |  |  |  |  |  |  |  |  |  |  |
| |                                                |  |  |  |  |  |  |  |  |  |  |  |  |  |  |  |
| |                                                |  |  |  |  |  |  |  |  |  |  |  |  |  |  |  |
| | 13. Carlota de Mecklemburgo-Strelitz           |  |  |  |  |  |  |  |  |  |  |  |  |  |  |  |
| |                                                |  |  |  |  |  |  |  |  |  |  |  |  |  |  |  |
| |                                                |  |  |  |  |  |  |  |  |  |  |  |  |  |  |  |
| | 27. Isabel Albertina de Sajonia-Hildburghausen |  |  |  |  |  |  |  |  |  |  |  |  |  |  |  |
| |                                                |  |  |  |  |  |  |  |  |  |  |  |  |  |  |  |
| |                                                |  |  |  |  |  |  |  |  |  |  |  |  |  |  |  |
| | 3. María Adelaida de Cambridge                 |  |  |  |  |  |  |  |  |  |  |  |  |  |  |  |
| |                                                |  |  |  |  |  |  |  |  |  |  |  |  |  |  |  |
| |                                                |  |  |  |  |  |  |  |  |  |  |  |  |  |  |  |
| | 28. Federico II de Hesse-Kassel                |  |  |  |  |  |  |  |  |  |  |  |  |  |  |  |
| |                                                |  |  |  |  |  |  |  |  |  |  |  |  |  |  |  |
| |                                                |  |  |  |  |  |  |  |  |  |  |  |  |  |  |  |
| | 14. Federico de Hesse-Kassel                   |  |  |  |  |  |  |  |  |  |  |  |  |  |  |  |
| |                                                |  |  |  |  |  |  |  |  |  |  |  |  |  |  |  |
| |                                                |  |  |  |  |  |  |  |  |  |  |  |  |  |  |  |
| | 29. María de Gran Bretaña                      |  |  |  |  |  |  |  |  |  |  |  |  |  |  |  |
| |                                                |  |  |  |  |  |  |  |  |  |  |  |  |  |  |  |
| |                                                |  |  |  |  |  |  |  |  |  |  |  |  |  |  |  |
| | 7. Augusta de Hesse-Kassel                     |  |  |  |  |  |  |  |  |  |  |  |  |  |  |  |
| |                                                |  |  |  |  |  |  |  |  |  |  |  |  |  |  |  |
| |                                                |  |  |  |  |  |  |  |  |  |  |  |  |  |  |  |
| | 30. Carlos Guillermo de Nassau-Usingen         |  |  |  |  |  |  |  |  |  |  |  |  |  |  |  |
| |                                                |  |  |  |  |  |  |  |  |  |  |  |  |  |  |  |
| |                                                |  |  |  |  |  |  |  |  |  |  |  |  |  |  |  |
| | 15. Carolina de Nassau-Usingen                 |  |  |  |  |  |  |  |  |  |  |  |  |  |  |  |
| |                                                |  |  |  |  |  |  |  |  |  |  |  |  |  |  |  |
| |                                                |  |  |  |  |  |  |  |  |  |  |  |  |  |  |  |
| | 31. Carolina de Leiningen-Dagsburg-Falkenburg  |  |  |  |  |  |  |  |  |  |  |  |  |  |  |  |
| |                                                |  |  |  |  |  |  |  |  |  |  |  |  |  |  |  |
| |                                                |  |  |  |  |  |  |  |  |  |  |  |  |  |  |  |